# Plogsula
Plogsula kallas den packade zon som är närmast under plöjningsdjupet. Plogsulan kännetecknas av stor markpackning, med relativt låg vattengenomsläpplighet och få makroporer, vilket gör det svårt för rötterna att passera plogsulan.
Ovanför plogsulan återfinns alven och ovanför alven, matjorden.